# Чемпионат мира по хоккею с шайбой среди юниорских команд 2012 (женщины)
Чемпионат мира по хоккею с шайбой среди женских юниорских команд 2012 года — 5-й турнир юниорского чемпионата мира среди женщин под эгидой ИИХФ, проходивший с 31 декабря 2011 года по 7 января 2012 года в Злине и Пршерове, Чехия. Этот турнир установил сразу несколько рекордов посещаемости для данной категории чемпионатов. Сборная Канады стала чемпионом и завоевала свой второй титул, одолев в финале сборную США со счётом 3:0. Бронзовую медаль выиграла сборная Швеции, победившая в матче за третье место сборную Германии — 4:1.
Лучшим бомбардиром чемпионата стала игрок сборной США Хейли Скарупа, набравшая 11 (11+0) очков за результативность. Лучшим вратарём турнира была признана немка Франциска Альбль, лучшим защитником канадка Эрин Эмброуз, а лучшим нападающим американка Алекс Карпентер.

## Арены
На предварительном этапе матчи группы A проходили в «PSG Арена», а матчи группы B в Зимний стадионе Пршерова. Матчи утешительного раунда и игра за пятое прошли в Зимнем стадионе. Все матчи плей-офф прошли в «PSG Арена».
| PSG Арена Вместимость: 529 | Зимний стадион Вместимость: 3 000 |
| -------------------------- | --------------------------------- |
|                            |                                   |
| Чехия — Злин               | Чехия — Пршеров                   |

## Участвующие команды
В чемпионате принимали участие 8 национальных команд — шесть из Европы и две из Северной Америки. Сборная России пришла из первого дивизиона, остальные — с прошлого турнира ТОП-дивизиона.
| Европа - Чехия× - Швейцария* - Финляндия* - Германия* | - Россия^ - Швеция* Северная Америка - Канада* - США* |  |  |

* = 7 команд автоматически квалифицировались в высший дивизион по итогам чемпионата мира 2011 года
^ = Команда перешла в высший дивизион по итогам первого дивизиона чемпионата мира 2011 года
× = Квалифицировались как хозяева чемпионата 

## Судьи
ИИХФ утвердила 6 главных и 9 линейных судей для обслуживания матчей чемпионата мира по хоккею с шайбой среди женских юниорских команд 2012 года.
| Главные судьи - Дина Аллен - Малин Аксельссон - Мэри Энн Гейдж - Ану Хирвонен - Людмила Нелибова - Кёко Угадзин | Линейные судьи - Барбара Берднаржова - Михаэла Штефкова - Магдалена Чергитова - Кейт Коннолли - Мария Роби Фюхсель - Стефани Ганьон - Тиэко Инуэ - Анна Майяпуро - Бианка Шиппер-Путери |  |

## Рекорд посещаемости
Юниорский чемпионат мира среди женщин по хоккею с шайбой 2012 года установил рекорды посещаемости для данной категории чемпионатов. Всего за 22 матча, проходивших в Злине и Пршерове, турнир посетило 17480 человек, в среднем одну игру посещали 794 зрителя. Предыдущий рекорд был установлен на первом турнире в 2008 году в Калгари. Тогда общая посещаемость составила 9872 зрителей, при среднем показатели за матч — 494 болельщика.
Кроме этого, был проведён самый посещаемый матч. Игра за пятое место между сборной Финляндии и сборной Чехии в Зимнем стадионе Пршерова собрала аудиторию в 3250 человек. Прошлый рекорд был установлен также в Калгари. Тогда финальный матч посетило 2156 зрителей.

## Предварительный этап
|  | Команды, выходящие в полуфинал          |
|  | Команды, выходящие в четвертьфинал      |
|  | Команды, выходящие в утешительный раунд |

### Группа A
| М | Сборная | И | В | ВО | ПО | П | ШЗ | ШП | РШ  | О |
| - | ------- | - | - | -- | -- | - | -- | -- | --- | - |
| 1 | США     | 3 | 3 | 0  | 0  | 0 | 28 | 1  | +27 | 9 |
| 2 | Швеция  | 3 | 2 | 0  | 0  | 1 | 10 | 10 | 0   | 6 |
| 3 | Чехия   | 3 | 1 | 0  | 0  | 2 | 4  | 17 | −13 | 3 |
| 4 | Россия  | 3 | 0 | 0  | 0  | 3 | 2  | 16 | −14 | 0 |

Время местное (UTC+1).
| 31 декабря 2011 13:00 | Чехия | 1 : 4 (0:2, 1:1, 0:1) | Швеция | PSG Арена Зрителей: 860 |

| Отчёт  | Отчёт | Отчёт  | Отчёт | Отчёт                                                        |
| ------ | ----- | ------ | ----- | ------------------------------------------------------------ |
|        |       |        |       |                                                              |
|        |       |        |       | Судья: Кёко Угадзин Линейные судьи: Тиэко Инуэ Анна Майяпуро |
|        |       |        |       |                                                              |
|        |       |        |       |                                                              |
|        |       |        |       |                                                              |
|        |       |        |       |                                                              |
|        |       |        |       |                                                              |
| 12 мин | Штраф | 10 мин |       |                                                              |
|        |       |        |       |                                                              |
|        | 22    | Броски | 28    |                                                              |

| 31 декабря 2011 17:00 | США | 8 : 0 (2:0, 2:0, 4:0) | Россия | PSG Арена Зрителей: 200 |

| Отчёт | Отчёт                                           | Отчёт   | Отчёт                            | Отчёт                                                                          |
| --- | ----------------------------------------------- | ------- | -------------------------------- | ------------------------------------------------------------------------------ |
| |                                                 |         |                                  |                                                                                |
| | Сидни Питерс — 00:00-60:00                      | Вратари | 00:00-60:00 — Маргарита Монахова | Судья: Мэри Энн Гейдж Линейные судьи: Магдалена Чергитова Бианка Шиппер-Путери |
| | Голы:                                           |         |                                  | Судья: Мэри Энн Гейдж Линейные судьи: Магдалена Чергитова Бианка Шиппер-Путери |
| Хейли Скарупа — 09:48 (Л. Стеклейн, П. Сэвэдж) Хейли Скарупа (бол.) — 17:53 (Д. Тривиньо, Дж. Хэмптон) Мийе Д'Оэнч — 32:51 (С. Дэниелс) Дана Тривиньо (бол.) — 37:17 (С. Дэниелс, Л. Стеклейн) Дана Тривиньо — 45:55 (М. Менефи) Пейдж Сэвэдж — 52:48 (А. Карпентер) Хейли Скарупа — 53:18 (А. Карпентер, П. Сэвэдж) Сидни Дэниелс — 59:46 (Д. Камеранези) | 1 : 0 2 : 0 3 : 0 4 : 0 5 : 0 6 : 0 7 : 0 8 : 0 |         |                                  | Судья: Мэри Энн Гейдж Линейные судьи: Магдалена Чергитова Бианка Шиппер-Путери |
| |                                                 |         |                                  | Судья: Мэри Энн Гейдж Линейные судьи: Магдалена Чергитова Бианка Шиппер-Путери |
| |                                                 |         |                                  | Судья: Мэри Энн Гейдж Линейные судьи: Магдалена Чергитова Бианка Шиппер-Путери |
| |                                                 |         |                                  | Судья: Мэри Энн Гейдж Линейные судьи: Магдалена Чергитова Бианка Шиппер-Путери |
| 4 мин | Штраф                                           | 10 мин  |                                  | Судья: Мэри Энн Гейдж Линейные судьи: Магдалена Чергитова Бианка Шиппер-Путери |
| |                                                 |         |                                  |                                                                                |
| | 71                                              | Броски  | 13                               |                                                                                |

| 1 января 2012 15:00 | Чехия | 2 : 0 (0:0, 0:0, 2:0) | Россия | PSG Арена Зрителей: 690 |

| Отчёт                                                                          | Отчёт                            | Отчёт   | Отчёт                            | Отчёт                                                           |
| ------------------------------------------------------------------------------ | -------------------------------- | ------- | -------------------------------- | --------------------------------------------------------------- |
|                                                                                |                                  |         |                                  |                                                                 |
|                                                                                | Вероника Гладикова — 00:00-60:00 | Вратари | 00:00-60:00 — Маргарита Монахова | Судья: Ану Хирвонен Линейные судьи: Кейт Коннолли Анна Майяпуро |
|                                                                                | Голы:                            |         |                                  | Судья: Ану Хирвонен Линейные судьи: Кейт Коннолли Анна Майяпуро |
| Тереза Ванишова — 42:21 (А. Ледлова) Клара Чмелова (мен.) — 57:30 (Д. Крижова) | 1 : 0 2 : 0                      |         |                                  | Судья: Ану Хирвонен Линейные судьи: Кейт Коннолли Анна Майяпуро |
|                                                                                |                                  |         |                                  | Судья: Ану Хирвонен Линейные судьи: Кейт Коннолли Анна Майяпуро |
|                                                                                |                                  |         |                                  | Судья: Ану Хирвонен Линейные судьи: Кейт Коннолли Анна Майяпуро |
|                                                                                |                                  |         |                                  | Судья: Ану Хирвонен Линейные судьи: Кейт Коннолли Анна Майяпуро |
| 35 мин                                                                         | Штраф                            | 10 мин  |                                  | Судья: Ану Хирвонен Линейные судьи: Кейт Коннолли Анна Майяпуро |
|                                                                                |                                  |         |                                  |                                                                 |
|                                                                                | 35                               | Броски  | 25                               |                                                                 |

| 1 января 2012 19:00 | Швеция | 0 : 7 (0:3, 0:0, 0:4) | США | PSG Арена Зрителей: 210 |

| Отчёт  | Отчёт | Отчёт  | Отчёт | Отчёт                                                             |
| ------ | ----- | ------ | ----- | ----------------------------------------------------------------- |
|        |       |        |       |                                                                   |
|        |       |        |       | Судья: Людмила Нелибова Линейные судьи: Стефани Ганьон Тиэко Инуэ |
|        |       |        |       |                                                                   |
|        |       |        |       |                                                                   |
|        |       |        |       |                                                                   |
|        |       |        |       |                                                                   |
|        |       |        |       |                                                                   |
| 10 мин | Штраф | 4 мин  |       |                                                                   |
|        |       |        |       |                                                                   |
|        | 10    | Броски | 56    |                                                                   |

| 3 января 2012 15:00 | Россия | 2 : 6 (0:2, 1:2, 1:2) | Швеция | PSG Арена Зрителей: 290 |

| Отчёт                                                                                     | Отчёт | Отчёт | Отчёт                        | Отчёт                                                                     |
| ----------------------------------------------------------------------------------------- | --- | --- | ---------------------------- | ------------------------------------------------------------------------- |
|                                                                                           | | |                              |                                                                           |
|                                                                                           | Маргарита Монахова — 00:00-40:00 Надежда Морозова — 40:00-47:35 Маргарита Монахова — 47:35-47:36 Надежда Морозова — 47:36-60:00 | Вратари | 00:00-60:00 — Джессика Хьерт | Судья: Дина Аллен Линейные судьи: Мария Роби Фюхсель Бианка Шиппер-Путери |
|                                                                                           | Голы: | |                              | Судья: Дина Аллен Линейные судьи: Мария Роби Фюхсель Бианка Шиппер-Путери |
| Людмила Белякова (бол.) — 36:00 (Е. Дергачёва, Е. Дюпина) Людмила Белякова (мен.) — 46:58 | 0 : 1 0 : 2 1 : 2 1 : 3 1 : 4 2 : 4 2 : 5 2 : 6                                                                                 | 01:18 — Линн Петерсон 18:37 — Анна Кьеллбин (бол.) (М. Лёвенхильм) 37:30 — Матильда Андерссон (Дж. Леннарстссон) 39:42 — Анна Кьеллбин (М. Лёвенхильм) 47:36 — Анна Кьеллбин (бул.) 51:23 — Лина Бёклин |                              | Судья: Дина Аллен Линейные судьи: Мария Роби Фюхсель Бианка Шиппер-Путери |
|                                                                                           | | |                              | Судья: Дина Аллен Линейные судьи: Мария Роби Фюхсель Бианка Шиппер-Путери |
|                                                                                           | | |                              | Судья: Дина Аллен Линейные судьи: Мария Роби Фюхсель Бианка Шиппер-Путери |
|                                                                                           | | |                              | Судья: Дина Аллен Линейные судьи: Мария Роби Фюхсель Бианка Шиппер-Путери |
| 10 мин                                                                                    | Штраф | 12 мин |                              | Судья: Дина Аллен Линейные судьи: Мария Роби Фюхсель Бианка Шиппер-Путери |
|                                                                                           | | |                              |                                                                           |
|                                                                                           | 21 | Броски | 23                           |                                                                           |

| 3 января 2012 19:00 | США | 13 : 1 (3:0, 5:1, 5:0) | Чехия | PSG Арена Зрителей: 850 |

| Отчёт | Отчёт | Отчёт  | Отчёт | Отчёт                                                                |
| ----- | ----- | ------ | ----- | -------------------------------------------------------------------- |
|       |       |        |       |                                                                      |
|       |       |        |       | Судья: Малин Аксельссон Линейные судьи: Стефани Ганьон Анна Майяпуро |
|       |       |        |       |                                                                      |
|       |       |        |       |                                                                      |
|       |       |        |       |                                                                      |
|       |       |        |       |                                                                      |
|       |       |        |       |                                                                      |
| 6 мин | Штраф | 12 мин |       |                                                                      |
|       |       |        |       |                                                                      |
|       | 47    | Броски | 9     |                                                                      |

### Группа B
| М | Сборная   | И | В | ВО | ПО | П | ШЗ | ШП | РШ  | О |
| - | --------- | - | - | -- | -- | - | -- | -- | --- | - |
| 1 | Канада    | 3 | 3 | 0  | 0  | 0 | 26 | 1  | +25 | 9 |
| 2 | Германия  | 3 | 1 | 0  | 0  | 2 | 6  | 10 | −4  | 3 |
| 3 | Финляндия | 3 | 1 | 0  | 0  | 2 | 6  | 12 | −6  | 3 |
| 4 | Швейцария | 3 | 1 | 0  | 0  | 2 | 7  | 22 | −15 | 3 |

Время местное (UTC+1).
| 31 декабря 2011 13:00 | Канада | 13 : 1 (2:1, 5:0, 6:0) | Швейцария | Зимний стадион, Пршеров Зрителей: 1400 |

| Отчёт  | Отчёт | Отчёт  | Отчёт | Отчёт                                                                  |
| ------ | ----- | ------ | ----- | ---------------------------------------------------------------------- |
|        |       |        |       |                                                                        |
|        |       |        |       | Судья: Малин Аксельссон Линейные судьи: Кейт Коннолли Михаэла Штефкова |
|        |       |        |       |                                                                        |
|        |       |        |       |                                                                        |
|        |       |        |       |                                                                        |
|        |       |        |       |                                                                        |
|        |       |        |       |                                                                        |
| 10 мин | Штраф | 12 мин |       |                                                                        |
|        |       |        |       |                                                                        |
|        | 72    | Броски | 26    |                                                                        |

| 31 декабря 2011 17:00 | Финляндия | 3 : 0 (1:0, 1:0, 1:0) | Германия | Зимний стадион Зрителей: 700 |

| Отчёт  | Отчёт             | Отчёт  | Отчёт | Отчёт                                                                    |
| ------ | ----------------- | ------ | ----- | ------------------------------------------------------------------------ |
|        |                   |        |       |                                                                          |
|        |                   |        |       | Судья: Дина Аллен Линейные судьи: Барбара Берднаржова Мария Роби Фюхсель |
|        | Голы:             |        |       |                                                                          |
|        | 1 : 0 2 : 0 3 : 0 |        |       |                                                                          |
|        |                   |        |       |                                                                          |
|        |                   |        |       |                                                                          |
|        |                   |        |       |                                                                          |
| 14 мин | Штраф             | 8 мин  |       |                                                                          |
|        |                   |        |       |                                                                          |
|        | 26                | Броски | 45    |                                                                          |

| 1 января 2012 15:00 | Финляндия | 3 : 5 (2:1, 1:4, 0:0) | Швейцария | Зимний стадион Зрителей: 850 |

| Отчёт  | Отчёт | Отчёт  | Отчёт | Отчёт                                                                          |
| ------ | ----- | ------ | ----- | ------------------------------------------------------------------------------ |
|        |       |        |       |                                                                                |
|        |       |        |       | Судья: Мэри Энн Гейдж Линейные судьи: Барбара Берднаржова Бианка Шиппер-Путери |
|        |       |        |       |                                                                                |
|        |       |        |       |                                                                                |
|        |       |        |       |                                                                                |
|        |       |        |       |                                                                                |
|        |       |        |       |                                                                                |
| 10 мин | Штраф | 12 мин |       |                                                                                |
|        |       |        |       |                                                                                |
|        | 33    | Броски | 50    |                                                                                |

| 1 января 2012 19:00 | Германия | 0 : 6 (0:1, 0:1, 0:4) | Канада | Зимний стадион Зрителей: 1150 |

| Отчёт  | Отчёт | Отчёт  | Отчёт | Отчёт                                                                    |
| ------ | ----- | ------ | ----- | ------------------------------------------------------------------------ |
|        |       |        |       |                                                                          |
|        |       |        |       | Судья: Кёко Угадзин Линейные судьи: Магдалена Чергитова Михаэла Штефкова |
|        |       |        |       |                                                                          |
|        |       |        |       |                                                                          |
|        |       |        |       |                                                                          |
|        |       |        |       |                                                                          |
|        |       |        |       |                                                                          |
| 10 мин | Штраф | 12 мин |       |                                                                          |
|        |       |        |       |                                                                          |
|        | 18    | Броски | 80    |                                                                          |

| 3 января 2012 15:00 | Швейцария | 1 : 6 (1:1, 0:1, 0:4) | Германия | Зимний стадион Зрителей: 600 |

| Отчёт  | Отчёт | Отчёт  | Отчёт | Отчёт                                                           |
| ------ | ----- | ------ | ----- | --------------------------------------------------------------- |
|        |       |        |       |                                                                 |
|        |       |        |       | Судья: Ану Хирвонен Линейные судьи: Тиэко Инуэ Михаэла Штефкова |
|        |       |        |       |                                                                 |
|        |       |        |       |                                                                 |
|        |       |        |       |                                                                 |
|        |       |        |       |                                                                 |
|        |       |        |       |                                                                 |
| 12 мин | Штраф | 10 мин |       |                                                                 |
|        |       |        |       |                                                                 |
|        | 61    | Броски | 47    |                                                                 |

| 3 января 2012 19:00 | Канада | 7 : 0 (3:0, 2:0, 2:0) | Финляндия | Зимний стадион Зрителей: 2300 |

| Отчёт | Отчёт                                     | Отчёт  | Отчёт | Отчёт                                                                     |
| ----- | ----------------------------------------- | ------ | ----- | ------------------------------------------------------------------------- |
|       |                                           |        |       |                                                                           |
|       |                                           |        |       | Судья: Людмила Нелибова Линейные судьи: Барбара Берднаржова Кейт Коннолли |
|       | Голы:                                     |        |       |                                                                           |
|       | 1 : 0 2 : 0 3 : 0 4 : 0 5 : 0 6 : 0 7 : 0 |        |       |                                                                           |
|       |                                           |        |       |                                                                           |
|       |                                           |        |       |                                                                           |
|       |                                           |        |       |                                                                           |
| 4 мин | Штраф                                     | 18 мин |       |                                                                           |
|       |                                           |        |       |                                                                           |
|       | 95                                        | Броски | 10    |                                                                           |

## Утешительный раунд
Команды выявляли лучшего в серии до двух побед. Сборная России одержала победу в двух матчах и заняла седьмое место на турнире. Проигравшая серию сборная Швейцарии занимает восьмое место и переходит в первый дивизион чемпионата мира 2013 года.
Время местное (UTC+1).
| 4 января 2012 17:00 | Швейцария | 4 : 2 (1:1, 1:0, 2:1) | Россия | Зимний стадион Зрителей: 750 |

| Отчёт | Отчёт                              | Отчёт                                                            | Отчёт                            | Отчёт                                                                            |
| --- | ---------------------------------- | ---------------------------------------------------------------- | -------------------------------- | -------------------------------------------------------------------------------- |
| |                                    |                                                                  |                                  |                                                                                  |
| | Янина Альдер — 00:00-60:00         | Вратари                                                          | 00:00-60:00 — Маргарита Монахова | Судья: Людмила Нелибова Линейные судьи: Магдалена Чергитова Бианка Шиппер-Путери |
| | Голы:                              |                                                                  |                                  | Судья: Людмила Нелибова Линейные судьи: Магдалена Чергитова Бианка Шиппер-Путери |
| Фёбе Стенц (бол.) — 10:51 (И. Вайдахер, М. Дале) Фёбе Стенц — 20:42 Лара Штальдер — 45:13 (И. Вайдахер) Роми Эггиман (бол.) — 57:00 (И. Вайдахер) | 1: 0 1 : 1 2 : 1 3 : 1 3 : 2 4 : 2 | 18:54 — Людмила Белякова 50:13 — Людмила Белякова (Е. Дергачёва) |                                  | Судья: Людмила Нелибова Линейные судьи: Магдалена Чергитова Бианка Шиппер-Путери |
| |                                    |                                                                  |                                  | Судья: Людмила Нелибова Линейные судьи: Магдалена Чергитова Бианка Шиппер-Путери |
| |                                    |                                                                  |                                  | Судья: Людмила Нелибова Линейные судьи: Магдалена Чергитова Бианка Шиппер-Путери |
| |                                    |                                                                  |                                  | Судья: Людмила Нелибова Линейные судьи: Магдалена Чергитова Бианка Шиппер-Путери |
| 20 мин | Штраф                              | 14 мин                                                           |                                  | Судья: Людмила Нелибова Линейные судьи: Магдалена Чергитова Бианка Шиппер-Путери |
| |                                    |                                                                  |                                  |                                                                                  |
| | 51                                 | Броски                                                           | 54                               |                                                                                  |

| 6 января 2012 15:00 | Россия | 5 : 3 (2:1, 1:1, 2:1) | Швейцария | Зимний стадион Зрителей: 350 |

| Отчёт | Отчёт                                         | Отчёт                                                                                        | Отчёт                      | Отчёт                                                                  |
| --- | --------------------------------------------- | -------------------------------------------------------------------------------------------- | -------------------------- | ---------------------------------------------------------------------- |
| |                                               |                                                                                              |                            |                                                                        |
| | Маргарита Монахова — 00:00-60:00              | Вратари                                                                                      | 00:00-59:53 — Янина Альдер | Судья: Малин Аксельссон Линейные судьи: Магдалена Чергитова Тиэко Инуэ |
| | Голы:                                         |                                                                                              |                            | Судья: Малин Аксельссон Линейные судьи: Магдалена Чергитова Тиэко Инуэ |
| Людмила Белякова (бол.) — 09:47 (Е. Дергачёва) Ксения Байбакова — 15:38 Людмила Белякова (бол.) — 31:34 (Е. Дюпина) Евгения Дюпина — 57:00 (А. Гончаренко) Евгения Дюпина (мен.) — 54:15 | 0 : 1 : 1 2 : 1 3 : 1 3 : 2 4 : 2 5 : 2 5 : 3 | 01:33 — Роми Эггиман (Ф. Стенц) 38:16 — Лара Штальдер (бол.) (Р. Эггиман) 55:09 — Фёбе Стенц |                            | Судья: Малин Аксельссон Линейные судьи: Магдалена Чергитова Тиэко Инуэ |
| |                                               |                                                                                              |                            | Судья: Малин Аксельссон Линейные судьи: Магдалена Чергитова Тиэко Инуэ |
| |                                               |                                                                                              |                            | Судья: Малин Аксельссон Линейные судьи: Магдалена Чергитова Тиэко Инуэ |
| |                                               |                                                                                              |                            | Судья: Малин Аксельссон Линейные судьи: Магдалена Чергитова Тиэко Инуэ |
| 6 мин | Штраф                                         | 10 мин                                                                                       |                            | Судья: Малин Аксельссон Линейные судьи: Магдалена Чергитова Тиэко Инуэ |
| |                                               |                                                                                              |                            |                                                                        |
| | 43                                            | Броски                                                                                       | 38                         |                                                                        |

| 7 января 2012 17:00 | Швейцария | 2 : 3 (OT) (1:2, 1:0, 0:0, 0:1) | Россия | Зимний стадион Зрителей: 350 |

| Отчёт                                                     | Отчёт                         | Отчёт | Отчёт                            | Отчёт                                                          |
| --------------------------------------------------------- | ----------------------------- | --- | -------------------------------- | -------------------------------------------------------------- |
|                                                           |                               | |                                  |                                                                |
|                                                           | Янина Альдер — 00:00-61:44    | Вратари | 00:00-61:44 — Маргарита Монахова | Судья: Дина Аллен Линейные судьи: Кейт Коннолли Стефани Ганьон |
|                                                           | Голы:                         | |                                  | Судья: Дина Аллен Линейные судьи: Кейт Коннолли Стефани Ганьон |
| Изабель Вайдахер — 19:50 (Ф. Стенц) Лара Штальдер — 32:04 | 0 : 1 0 : 2 1 : 2 2 : 2 2 : 3 | 01:32 — Валерия Павлова (М. Баталова) 13:25 — Рината Исанбаева (В. Павлова, Л. Белякова) 61:44 — Валерия Павлова |                                  | Судья: Дина Аллен Линейные судьи: Кейт Коннолли Стефани Ганьон |
|                                                           |                               | |                                  | Судья: Дина Аллен Линейные судьи: Кейт Коннолли Стефани Ганьон |
|                                                           |                               | |                                  | Судья: Дина Аллен Линейные судьи: Кейт Коннолли Стефани Ганьон |
|                                                           |                               | |                                  | Судья: Дина Аллен Линейные судьи: Кейт Коннолли Стефани Ганьон |
| 10 мин                                                    | Штраф                         | 8 мин |                                  | Судья: Дина Аллен Линейные судьи: Кейт Коннолли Стефани Ганьон |
|                                                           |                               | |                                  |                                                                |
|                                                           | 59                            | Броски | 46                               |                                                                |

## Плей-офф
|  | Четвертьфинал | Четвертьфинал | Четвертьфинал |  |  | Полуфинал | Полуфинал | Полуфинал |  |  | Финал | Финал  | Финал |
|  |               |               |               |  |  |           |           |           |  |  |       |        |       |
|  |               |               |               |  |  | A1        | США       | 7         |  |  |       |        |       |
|  | B2            | Германия      | 2             |  |  | B2        | Германия  | 1         |  |  |       |        |       |
|  | A3            | Чехия         | 1             |  |  |           |           |           |  |  | A1    | США    | 0     |
|  |               |               |               |  |  |           |           |           |  |  | B1    | Канада | 3     |
|  |               |               |               |  |  | B1        | Канада    | 7         |  |  |       |        |       |
|  | A2            | Швеция        | 2             |  |  | А2        | Швеция    | 0         |  |  |       |        |       |
|  | B3            | Финляндия     | 1             |  |  |           |           |           |  |  |       |        |       |

### Четвертьфинал
Время местное (UTC+1).
| 4 января 2012 15:00 | Швеция | 2 : 1 (OT) (0:0, 1:0, 0:1, 1:0) | Финляндия | PSG Арена Зрителей: 170 |

| Отчёт  | Отчёт | Отчёт  | Отчёт | Отчёт                                                              |
| ------ | ----- | ------ | ----- | ------------------------------------------------------------------ |
|        |       |        |       |                                                                    |
|        |       |        |       | Судья: Дина Аллен Линейные судьи: Кейт Коннолли Мария Роби Фюхсель |
|        |       |        |       |                                                                    |
|        |       |        |       |                                                                    |
|        |       |        |       |                                                                    |
|        |       |        |       |                                                                    |
|        |       |        |       |                                                                    |
| 12 мин | Штраф | 4 мин  |       |                                                                    |
|        |       |        |       |                                                                    |
|        | 32    | Броски | 27    |                                                                    |

| 4 января 2012 19:00 | Германия | 2 : 1 (1:0, 0:0, 1:1) | Чехия | PSG Арена Зрителей: 680 |

| Отчёт  | Отчёт | Отчёт  | Отчёт | Отчёт                                                           |
| ------ | ----- | ------ | ----- | --------------------------------------------------------------- |
|        |       |        |       |                                                                 |
|        |       |        |       | Судья: Мэри Энн Гейдж Линейные судьи: Стефани Ганьон Тиэко Инуэ |
|        |       |        |       |                                                                 |
|        |       |        |       |                                                                 |
|        |       |        |       |                                                                 |
|        |       |        |       |                                                                 |
|        |       |        |       |                                                                 |
| 16 мин | Штраф | 24 мин |       |                                                                 |
|        |       |        |       |                                                                 |
|        | 21    | Броски | 29    |                                                                 |

### Полуфинал
Время местное (UTC+1).
| 6 января 2012 15:00 | США | 7 : 1 (3:1, 1:0, 3:0) | Германия | PSG Арена Зрителей: 260 |

| Отчёт | Отчёт | Отчёт  | Отчёт | Отчёт                                                                  |
| ----- | ----- | ------ | ----- | ---------------------------------------------------------------------- |
|       |       |        |       |                                                                        |
|       |       |        |       | Судья: Ану Хирвонен Линейные судьи: Анна Майяпуро Бианка Шиппер-Путери |
|       |       |        |       |                                                                        |
|       |       |        |       |                                                                        |
|       |       |        |       |                                                                        |
|       |       |        |       |                                                                        |
|       |       |        |       |                                                                        |
| 4 мин | Штраф | 4 мин  |       |                                                                        |
|       |       |        |       |                                                                        |
|       | 86    | Броски | 6     |                                                                        |

| 6 января 2012 19:00 | Канада | 7 : 0 (3:0, 2:0, 2:0) | Швеция | PSG Арена Зрителей: 310 |

| Отчёт  | Отчёт | Отчёт  | Отчёт | Отчёт                                                                    |
| ------ | ----- | ------ | ----- | ------------------------------------------------------------------------ |
|        |       |        |       |                                                                          |
|        |       |        |       | Судья: Кёко Угадзин Линейные судьи: Барбара Берднаржова Михаэла Штефкова |
|        |       |        |       |                                                                          |
|        |       |        |       |                                                                          |
|        |       |        |       |                                                                          |
|        |       |        |       |                                                                          |
|        |       |        |       |                                                                          |
| 14 мин | Штраф | 10 мин |       |                                                                          |
|        |       |        |       |                                                                          |
|        | 33    | Броски | 6     |                                                                          |

### Матч за 5-е место
Время местное (UTC+1).
| 6 января 2012 19:00 | Финляндия | 5 : 3 (1:1, 1:1, 3:1) | Чехия | Зимний стадион Зрителей: 3250 |

| Отчёт  | Отчёт | Отчёт  | Отчёт | Отчёт                                                                   |
| ------ | ----- | ------ | ----- | ----------------------------------------------------------------------- |
|        |       |        |       |                                                                         |
|        |       |        |       | Судья: Мэри Энн Гейдж Линейные судьи: Мария Роби Фюхсель Стефани Ганьон |
|        |       |        |       |                                                                         |
|        |       |        |       |                                                                         |
|        |       |        |       |                                                                         |
|        |       |        |       |                                                                         |
|        |       |        |       |                                                                         |
| 10 мин | Штраф | 10 мин |       |                                                                         |
|        |       |        |       |                                                                         |
|        | 40    | Броски | 26    |                                                                         |

### Матч за 3-е место
Время местное (UTC+1).
| 7 января 2012 15:00 | Швеция | 4 : 1 (0:1, 1:0, 3:0) | Германия | PSG Арена Зрителей: 310 |

| Отчёт  | Отчёт | Отчёт  | Отчёт | Отчёт                                                                      |
| ------ | ----- | ------ | ----- | -------------------------------------------------------------------------- |
|        |       |        |       |                                                                            |
|        |       |        |       | Судья: Мэри Энн Гейдж Линейные судьи: Магдалена Чергитова Михаэла Штефкова |
|        |       |        |       |                                                                            |
|        |       |        |       |                                                                            |
|        |       |        |       |                                                                            |
|        |       |        |       |                                                                            |
|        |       |        |       |                                                                            |
| 10 мин | Штраф | 10 мин |       |                                                                            |
|        |       |        |       |                                                                            |
|        | 33    | Броски | 18    |                                                                            |

### Финал
Время местное (UTC+1).
| 7 января 2012 19:00 | США | 0 : 3 (0:2, 0:0, 0:1) | Канада | PSG Арена Зрителей: 950 |

| Отчёт  | Отчёт                                  | Отчёт | Отчёт                          | Отчёт                                                        |
| ------ | -------------------------------------- | --- | ------------------------------ | ------------------------------------------------------------ |
|        |                                        | |                                |                                                              |
|        | Брианна Лэйн — 00:00-58:25 59:10-60:00 | Вратари | 00:00-60:00 — Эмеранс Машмейер | Судья: Кёко Угадзин Линейные судьи: Тиэко Инуэ Анна Майяпуро |
|        | Голы:                                  | |                                | Судья: Кёко Угадзин Линейные судьи: Тиэко Инуэ Анна Майяпуро |
|        | 0 : 1 0 : 2 0 : 3                      | 09:04 — Алексис Кроссли (Т. Вудс) 14:03 — Сара Лефор (бол.) (Ш. Маколей, А. Кроссли) 55:42 — Сидни Рослер (бол.) (С. Лефор) |                                | Судья: Кёко Угадзин Линейные судьи: Тиэко Инуэ Анна Майяпуро |
|        |                                        | |                                | Судья: Кёко Угадзин Линейные судьи: Тиэко Инуэ Анна Майяпуро |
|        |                                        | |                                | Судья: Кёко Угадзин Линейные судьи: Тиэко Инуэ Анна Майяпуро |
|        |                                        | |                                | Судья: Кёко Угадзин Линейные судьи: Тиэко Инуэ Анна Майяпуро |
| 12 мин | Штраф                                  | 16 мин |                                | Судья: Кёко Угадзин Линейные судьи: Тиэко Инуэ Анна Майяпуро |
|        |                                        | |                                |                                                              |
|        | 28                                     | Броски | 16                             |                                                              |

## Рейтинг и статистика

### Итоговое положение команд
| 1  | Канада    |
| 2  | США       |
| 3  | Швеция    |
| 4. | Германия  |
| 5. | Финляндия |
| 6. | Чехия     |
| 7. | Россия    |
| 8. | Швейцария |

| Чемпион мира по хоккею с шайбой среди женских юниорских команд 2012 |
| Канада Второй титул                                                 |

### Лучшие бомбардиры
| Игрок               | И | Г  | П | О  | Штр | +/− |
| ------------------- | - | -- | - | -- | --- | --- |
| Хейли Скарупа       | 5 | 11 | 0 | 11 | 0   | +11 |
| Энни Панковски      | 5 | 4  | 6 | 10 | 2   | +13 |
| Фёбе Стенц          | 6 | 6  | 3 | 9  | 12  | −9  |
| Алекс Карпентер     | 5 | 4  | 5 | 9  | 2   | +14 |
| Изабель Вайдахер    | 6 | 3  | 6 | 9  | 4   | +1  |
| Марианн Менефи      | 5 | 2  | 7 | 9  | 2   | +12 |
| Керстин Шпильбергер | 6 | 8  | 0 | 8  | 4   | 0   |
| Пейдж Сэвэдж        | 5 | 2  | 6 | 8  | 2   | +10 |
| Мари Деларбр        | 6 | 2  | 6 | 8  | 10  | −1  |

Примечание: И = Количество проведённых игр; Г = Голы; П = Голевые передачи; О = Очки; Штр = Штрафное время; +/− = Плюс-минус
По данным: IIHF.com

### Лучшие вратари
В списке вратари, сыгравшие не менее 40 % от всего игрового времени их сборной.
| Игрок              | ВП     | Бр  | ПШ | КН   | %ОБ    | И"0" |
| ------------------ | ------ | --- | -- | ---- | ------ | ---- |
| Элейн Чули         | 120:00 | 24  | 0  | 0.00 | 100.00 | 2    |
| Эмеранс Машмейер   | 180:00 | 64  | 1  | 0.33 | 98.44  | 2    |
| Франциска Альбль   | 238:41 | 202 | 11 | 2.77 | 94.55  | 0    |
| Изабелла Портной   | 247:27 | 153 | 10 | 2.42 | 93.46  | 1    |
| Маргарита Монахова | 341:45 | 271 | 24 | 4.21 | 91.14  | 0    |

Примечание: ВП = Время на площадке; Бр = Броски по воротам; ПШ = Пропущено шайб; КН = Коэффициент надёжности; %ОБ = Процент отражённых бросков; И"0" = «Сухие игры»
По данным: IIHF.com

### Индивидуальные награды
Лучшие игроки:
- Вратарь:  Франциска Альбль
- Защитник:  Эрин Эмброуз
- Нападающий:  Алекс Карпентер